# Fourbanne
Fourbanne és un municipi francès situat al departament del Doubs i a la regió de Borgonya - Franc Comtat. L'any 2007 tenia 165 habitants.

## Demografia

### Població
El 2007 la població de fet de Fourbanne era de 165 persones. Hi havia 52 famílies de les quals 12 eren unipersonals (12 homes vivint sols), 4 parelles sense fills, 32 parelles amb fills i 4 famílies monoparentals amb fills.
La població ha evolucionat segons el següent gràfic:
Habitants censats

### Habitatges
El 2007 hi havia 69 habitatges, 57 eren l'habitatge principal de la família, 7 eren segones residències i 5 estaven desocupats. 57 eren cases i 11 eren apartaments. Dels 57 habitatges principals, 45 estaven ocupats pels seus propietaris, 11 estaven llogats i ocupats pels llogaters i 1 estava cedit a títol gratuït; 1 tenia una cambra, 3 en tenien dues, 9 en tenien tres, 8 en tenien quatre i 36 en tenien cinc o més. 47 habitatges disposaven pel capbaix d'una plaça de pàrquing. A 16 habitatges hi havia un automòbil i a 37 n'hi havia dos o més.

### Piràmide de població
La piràmide de població per edats i sexe el 2009 era:
| Homes | Edats   | Dones |
| ----- | ------- | ----- |
| 0     | 95 o +  | 0     |
| 0     | 90 a 94 | 0     |
| 0     | 85 a 89 | 0     |
| 0     | 80 a 84 | 0     |
| 0     | 75 a 79 | 0     |
| 4     | 70 a 74 | 0     |
| 0     | 65 a 69 | 4     |
| 0     | 60 a 64 | 8     |
| 0     | 55 a 59 | 4     |
| 0     | 50 a 54 | 0     |
| 0     | 45 a 49 | 0     |
| 0     | 40 a 44 | 0     |
| 20    | 35 a 39 | 0     |
| 4     | 30 a 34 | 12    |
| 0     | 25 a 29 | 8     |
| 0     | 20 a 24 | 0     |
| 0     | 15 a 19 | 0     |
| 0     | 10 a 14 | 0     |
| 4     | 5 a 9   | 16    |
| 4     | 0 a 4   | 8     |

## Economia
El 2007 la població en edat de treballar era de 105 persones, 89 eren actives i 16 eren inactives. De les 89 persones actives 85 estaven ocupades (46 homes i 39 dones) i 4 estaven aturades (2 homes i 2 dones). De les 16 persones inactives 8 estaven jubilades, 7 estaven estudiant i 1 estava classificada com a «altres inactius».

### Ingressos
El 2009 a Fourbanne hi havia 60 unitats fiscals que integraven 180 persones, la mediana anual d'ingressos fiscals per persona era de 22.683 €.

### Activitats econòmiques
Dels 6 establiments que hi havia el 2007, 1 era d'una empresa extractiva, 1 d'una empresa de construcció, 1 d'una empresa d'hostatgeria i restauració, 1 d'una empresa d'informació i comunicació, 1 d'una empresa financera i 1 d'una empresa de serveis.
Dels 2 establiments de servei als particulars que hi havia el 2009, 1 era un taller de reparació d'automòbils i de material agrícola i 1 restaurant.

## Poblacions més properes
El següent diagrama mostra les poblacions més properes.